# Ajakli
L'Ajakli (in russo Аякли?) è un fiume della Siberia Orientale che scorre nei rajon Ėvenkijskij e Tajmyrskij del Territorio di Krasnojarsk, in Russia. Unendosi al fiume Ajan dà origine alla Cheta (bacino della Chatanga).

## Descrizione
Il fiume ha origine e scorre nella parte orientale dell'Altopiano Putorana in direzione prevalentemente nord-occidentale; è un tipico fiume di montagna e nel corso superiore scorre in una gola. Il letto del fiume è tortuoso, ramificato nel corso inferiore, largo fino a qualche centinaio di metri. La lunghezza del fiume è di 166 km, l'area del bacino è di 9 520 km². Gela da ottobre a maggio.
Il suo maggior affluente, da sinistra, è il Chugdjakit (lungo 94 km). Non c'è popolazione permanente nel bacino del fiume. Il fiume è utilizzato per il rafting.